# Линьцюй
Линьцю́й (кит. упр. 临朐, пиньинь Línqú) — уезд городского округа Вэйфан провинции Шаньдун (КНР). Уезд назван в честь горы Линьцюйшань.

## История
Во времена империи Западная Хань на этих землях были созданы уезды Линьцюй, Чжусюй (朱虚县), Линьюань (临原), Цзяо (校县) и Пин (缾县). Во времена диктатуры Ван Мана уезд Линьцюй был переименован в Цзяньцюй (监朐县), уезд Линьюань — в район Чанъи (填夷亭), уезд Цзяо — в район Ань (按亭), который 5 лет спустя был вообще расформирован. При империи Восточная Хань уезду Цзяньцюй было возвращено название Линьцюй и к нему был присоединён уезд Пин, район Чанъи был присоединён к уезду Чжусюй.
В эпоху Южных и Северных династий уезд Линьцюй был преобразован в уезд Чанго (昌国县), юго-западная часть уезда Чжусюй была выделена в уезд Баньян (般阳县), затем западная часть уезда Чанго стала уездом Сиань (西安县), а северная — уездом Аньпин (安平县). При империи Северная Чжоу уезды Баньян, Сиань и Аньпин были присоединены к уезду Чанго.
При империи Суй в 586 году уезд Чанго был переименован в Паншань (逄山县), и из него вновь был выделен уезд Баньян. В 605 году уезд Паншань был вновь переименован в Линьцюй, и к нему был опять присоединён уезд Баньян. После основания империи Тан уезд Линьцюй был расформирован и вновь был создан уезд Баньян, но в 622 году уезд Линьцюй был создан вновь, а в 625 году уезд Баньян опять был присоединён к уезду Линьцюй.
Когда эти земли оказались в составе чжурчжэньской империи Цзинь, то в 1216 году из уезда Линьцюй был выделен уезд Мулин (穆陵县), впоследствии вновь присоединённый к уезду Линьцюй. Во времена монгольской империи Юань уезд Линьцюй был в 1265 году присоединён к уезду Иду, но в 1278 году воссоздан.
В декабре 1948 года был создан Специальный район Чанвэй (昌潍专区), и уезд вошёл в его состав. В 1967 году Специальный район Чанвэй был переименован в Округ Чанвэй (昌潍地区). В 1981 году Округ Чанвэй был переименован в Округ Вэйфан (潍坊地区). В 1983 году округ Вэйфан был расформирован, а вместо него образован Городской округ Вэйфан.

## Административное деление
Уезд делится на 2 уличных комитета и 8 посёлков.

## Экономика
По состоянию на 2024 год в уезде Линьцюй разводят 5 млн ландских гусей и производят 5 тыс. тон гусиной печени ежегодно; годовой объём производства составил более 4 млрд юаней (550 млн долл. США); экспорт составил более 30 тонн гусиной печени ежемесячно.